# 马尔蒂努夫
马爾蒂努夫（波蘭語：Martynów）是波兰马佐夫舍省格鲁耶茨县黑努夫市鎮的一个村庄。